# If Not for You
«If Not for You» es una canción del músico estadounidense Bob Dylan publicada en su álbum de estudio New Morning en 1970 y como primer sencillo promocional del álbum en Europa. En noviembre de 1970, un mes después de su publicación en New Morning, George Harrison publicó una versión de la canción en su triple álbum All Things Must Pass. 

## Publicación
Dylan grabó «If Not for You» para su álbum de estudio New Morning en 1970 y la interpretó por primera vez en The Concert for Bangladesh en Nueva York en 1971. Posteriormente fue incluida en los recopilatorios Bob Dylan's Greatest Hits Vol. II (1971), Biograph (1985), The Essential Bob Dylan (2000), The Very Best of Bob Dylan (2000), Best of Bob Dylan Vols 1 & 2 (2001), Greatest Hits Vol 1–3 (2003), The Best of Bob Dylan (2005) y Dylan (2007).

## Posición en listas
| Lista                | Posición más alta |
| -------------------- | ----------------- |
| Dutch Single Top 100 | 30                |
| Dutch Top 40         | 5                 |